# Khentkaus III
Đối với các vương hậu cùng tên, xem Khentkaus I và Khentkaus II
Khentkaus III, hay Khentakawess III, là một vương hậu Ai Cập cổ đại sống vào Vương triều thứ 5.

## Tiểu sử
Khentkaus III có thể là con gái của pharaon Neferirkare Kakai và vương hậu Khentkaus II. Nhiều khả năng, Khentkaus III đã kết hôn với người anh em ruột của mình là pharaon Neferefre và là mẹ của pharaon Menkauhor Kaiu.

## Lăng mộ
Ngày 4 tháng 1 năm 2015, chính quyền Ai Cập công bố rằng các nhà khảo cổ đến từ Cộng hòa Séc đã phát hiện ra mộ của bà. Theo Bộ trưởng Cổ vật Ai Cập Mamdouh Eldamaty, sự tồn tại của Khentkaus III vẫn chưa được biết đến, nhưng hai vương hậu cùng tên trước đó (tức Khentkaus I và Khentkaus II) đã được chứng thực.
Ngôi mộ mastaba của Khentkaus III, mang số hiệu AC 30, đã bị phá hủy gần như hoàn toàn. Ngôi mộ được khai quật tại vùng Abusir và nằm gần khu phức hợp của Neferefre nên người ta tin rằng, Khentkaus là vợ của vua Neferefre. Các phù điêu trên tường mộ cho biết, Khentkaus III là "Vợ của Vua" và là "Mẹ của Vua", ám chỉ đến việc bà phải là mẹ của một vị vua.
Bên trong phòng mộ, người ta tìm được vài bức tượng và 24 vật thể bằng đá travertine (một dạng đá vôi), cùng với 4 dụng cụ bằng đồng.